# Youssouf Bakayoko

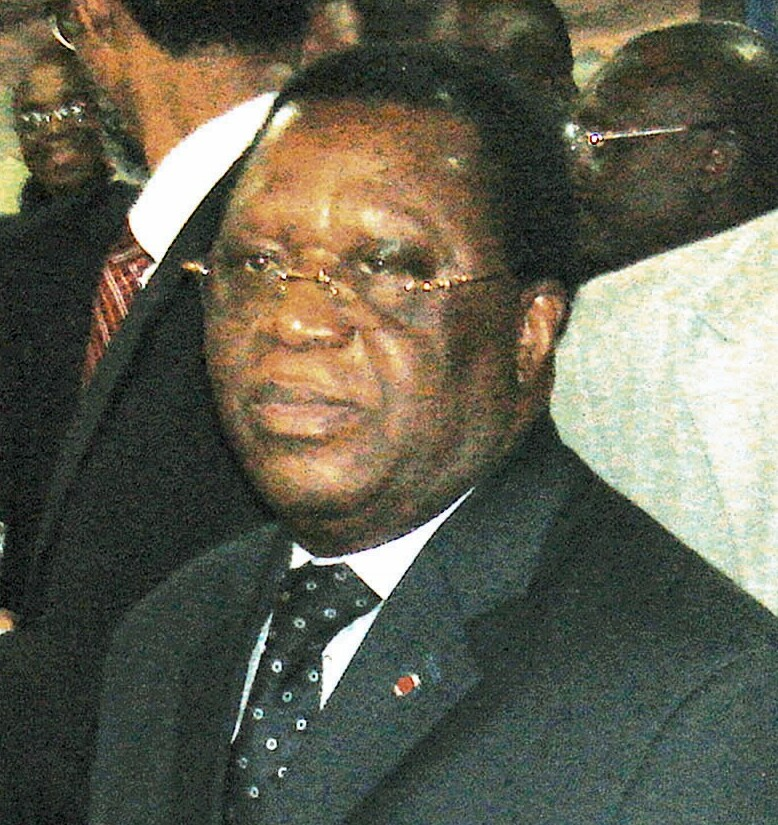
Youssouf Bakayoko (2009)

Youssouf Bakayoko (* 19. April 1943 in Bouaké; † 30. September 2023 in Frankreich) war ein ivorischer Diplomat und Politiker (PDCI). Er war von 2006 bis 2010 Außenminister der Elfenbeinküste.

## Biografie
Nach der Schulausbildung absolvierte er zunächst ein Studium an der Universität Paris-Nanterre, das er 1969 mit einem Lizenziat (Licence ès lettres) abschloss. Anschließend trat er in den Diplomatischen Dienst ein und absolvierte Postgraduiertenstudien am l’Institut Universitaire de Hautes Etudes Internationales in Genf und am Institut des Hautes Etudes de la Défense Nationale (IHEDN) in Paris, die er 1971 und 1972 jeweils mit Diplomen abschloss. Nach seiner Rückkehr in die Elfenbeinküste wurde er zunächst Mitarbeiter der Abteilung für Konferenzen und Verhandlungen im Außenministerium, ehe er von 1973 bis 1976 Diplomat an den Ständigen Vertretungen bei den Vereinten Nationen und den Internationalen Organisationen in Genf sowie bei der Organisation der Vereinten Nationen für industrielle Entwicklung (ONUDI) in Wien war. Zwischen 1977 und 1979 war er Diplomat an der Botschaft in der Schweiz und danach bis 1983 an der Botschaft in der Bundesrepublik Deutschland.
1983 wurde er zum Botschafter ernannt und war als solcher bis 1990 Direktor der Kasse zur Stabilisierung und Stützung der Preise für landwirtschaftliche Produkte (Caisse de Stabilisation et de Soutien des Prix des Productions Agricoles) in Paris. 1990 kehrte er in sein Heimatland zurück und war bis 1995 Bürgermeister (Maire) von Séguéla.
1995 wurde er zum Abgeordneten der Nationalversammlung (Assemblée Nationale) gewählt, der er bis 2005 angehörte. In dieser Zeit war er zwischen 1995 und 2000 zunächst Vizepräsident sowie danach bis 2005 Präsident des Auswärtigen Ausschusses. Zwischenzeitlich war Bakayoko von 1996 bis 1997 Präsident des Verwaltungsrates der Ivorischen Gesellschaft zur Verwaltung des Vermögens der Eisenbahn (Société Ivoirienne de gestion du Patrimoine Ferroviaire (SIPF)) in Abidjan.
Am 28. Dezember 2005 wurde er von Premierminister Charles Konan Banny zum Außenminister in dessen Kabinett berufen, er trat das Amt am 3. Januar 2006 an. Auch in der von Guillaume Soro am 29. März 2007 gebildeten Regierung blieb Bakayoko Außenminister. In einem Interview forderte er im April 2008 ein konsequenteres Vorgehen der UNO zur Lösung der Probleme des gespaltenen Landes. Diese Forderung drückte er bei seiner Rede vor der 63. Generalversammlung der Vereinten Nationen im September 2008 erneut aus.
Bakayoko gehörte der Parti Démocratique de Côte d’Ivoire-Rassemblement Démocratique Africain unter dem Vorsitz von Henri Konan Bédié und war Mitglied im Politbüro der PDCI-RDA.
Bakayoko war Präsident der Unabhängigen Wahlkommission der Elfenbeinküste (CEI). Er verstarb am 30. September 2023 im Alter von 80 Jahren.